# 日本化粧品工業連合会
日本化粧品工業会（にほんけしょうひんこうぎょうかい）（JCIA、Japan Cosmetic Industry Association）は、化粧品の製造業者によって設立された団体である。

## 概要
1959年7月24日に設立。東京化粧品工業会、西日本化粧品工業会、中部化粧品工業会によって構成されていた。2023年4月に地域三会と連合会を統合し改組。化粧品の品質・安全管理・基準・認可などの事業を行っている。略称は粧工会。